# Ананьев, Геннадий Андреевич
Геннадий Андреевич Ананьев  (род. 1928 год) — русский советский писатель, прозаик, журналист и историк, полковник. Член Союза писателей СССР с 1985 года. Трижды лауреат Премии ФСБ России за лучшие произведения в области литературы и искусства (2006, 2007 и 2010), а также ряда других литературных премий.

## Биография
Родился 18 ноября 1928 года в городе Наманган, Узбекской ССР.
С 1946 по 1951 год обучался в Алма-Атинском военном пограничном училище МГБ. С 1951 по 1965 год служил в Пограничных войсках на пограничных заставах и в частях Заполярья и Забайкалья. В 1965 году закончил заочное отделение факультета журналистики Казахского государственного университета имени С. М. Кирова. С 1965 по 1990 год служил в должностях корреспондента, редактора отдела культуры и ответственного секретаря журнала «Пограничник», полковник.
Член Союза писателей СССР с 1985 года, с 1992 года — Союза писателей России. В 1965 году Ананьевым был опубликован первый рассказ «Заряды», о советских пограничниках. В 1971 году «Воениздатом» был выпущен первый сборник рассказов Ананьева «Золотые патроны». В 1973 году являлся автором документального романа «Похоронен был дважды заживо», выпущенного журналом «Пограничник», о Герое Советского Союза И. П. Гоманкове, в дальнейшем вышли повести «У Студеного ключа» (1975) и «Ущелье злых ветров» (1983), вышедшие в издательстве «Жазушы», «Граница» (1977), «Пограничники» (1977) и «Котовский» (1982) выпущенных в издательстве «Молодая гвардия» и включённых в серию Жизнь замечательных людей. В 1979 году вышла повесть «На румбах мужества» (1979), выпущенном издательством «ДОСААФ» и «Тайфун» (1989), выпущенном издательством «Московский рабочий». В 2006 году за роман-эпопею «Орлий клекот», в 2007 году за повесть «Стреляющие горы» и в 2010 году за сборник повестей «Пасть Дракона» Г. А. Ананьев был трижды удостоен Премии ФСБ России. В 2010 году по одноимённому роману Г. А. Ананьева был снят телесериал Стреляющие горы (режиссёр Рустам Уразаев, где Ананьев являлся автором сценария.

## Премии
- Трижды Премия ФСБ России за лучшие произведения в области литературы и искусства (2006, 2007[6] и 2010[7])
- Литературная премия «Во славу Отечества» — «За выдающийся вклад в развитие отечественной героико-исторической и военно-приключенческой литературы» (2018)
- Лучший автор 2007 года журнала «Пограничник»[8]